# Toporský potok
Toporský potok – potok na Słowacji, lewy dopływ Popradu. Ma kilka źródłowych cieków wypływających na południowych stokach Magury Spiskiej, na odcinku od Przełęczy Magurskiej po Riňavę. Spływa w kierunku południowo-wschodnim głęboką doliną, której zbocza tworzą dwa boczne grzbiety Magury Spiskiej. Orograficznie prawe zbocza tworzy południowo-wschodni grzbiet Spádika (949 m) i Vojnianskiej hory (930 m), lewe południowy grzbiet Riniavy (1105 m) ze szczytami Špiciak (1051 m), Homôľka (865 m) i Mamrich (780 m). Z obydwu tych grzbietów spływają zasilające go potoki: Pustovec, Hájnik, Krigovský potok, Homôľka, Hlinený potok.
Toporský potok ma długość 8,9 km i jest ciekiem IV rzędu. Po opuszczeniu zalesionych i stromych terenów Magury Spiskiej wypływa na pokrytą polami uprawnymi równinę Kotliny Popradzkiej, przepływa przez zabudowane obszary miejscowości Toporec, przecina drogę krajową nr 77 i uchodzi do Popradu. Następuje to na wysokości około 570 m. Cała jego zlewnia znajduje się w obrębie miejscowości Toporec.